# Campaña de Birmania
La Campaña de Birmania engloba todos los combates librados en la Birmania británica, actual Birmania (o Myanmar), entre las fuerzas aliadas y las fuerzas japonesas, apoyadas por movimientos independentistas locales, durante la II Guerra Mundial.
A inicios de 1942, los japoneses y tailandeses expulsaron a los británicos de Birmania, colonia británica, y cortaron la carretera de Birmania, la principal vía de transporte de suministros a China. Birmania se mantendría relativamente pacificada hasta inicios de 1944, cuando los japoneses, apoyados por el Ejército Nacional Indio intentaron, sin éxito, capturar dos provincias de la India colonial. Poco después, una ofensiva sino-británica capturaría el norte de Birmania, y luego, ese mismo año, se ejecutaría otra ofensiva que expulsaría a los japoneses de Birmania para siempre.
La importancia de Birmania para los aliados y japoneses radicaba en el hecho de que era la única vía importante de comunicación con la República de China, que se encontraba aislada por Japón en el norte, este y sur.

## Orígenes
Después de que Japón ocupara Tonkín en septiembre de 1940, las naciones con colonias en el Pacífico, el Reino Unido, los Países Bajos y los Estados Unidos, iniciaron una serie de medidas cuyo objetivo era frenar a la máquina de guerra japonesa. Una de estas medidas fue el embargo de petróleo y chatarra a Japón, lo que puso en aprietos a una nación que necesitaba combustible para mantener a sus ejércitos en movimiento por China.
A mediados de 1941, Estados Unidos exigió a Japón que se retirara de Tonkín y de China, como condición para levantar el embargo, pero el gobierno militar de Tokio, fuertemente nacionalista, rehusó ceder su recién ganada posición en Asia. Esta respuesta negativa se debió en parte a que Japón creía que Estados Unidos le exigía retirarse de Manchuria también, al estar esta región bajo soberanía china hasta 1931; no obstante, este no era el caso.
Finalmente, para octubre de 1941, los líderes nipones desistieron de continuar intentando levantar el embargo por medio de la diplomacia, y se prepararon para atacar a la colonia británica de Malasia y a las Indias Orientales Neerlandesas. Estando los Países Bajos bajo ocupación alemana, y estando el Reino Unido bajo amenaza constante de invasión, Japón juzgó correctamente que ambas naciones europeas no podrían enviar refuerzos a sus mal equipadas guarniciones en las colonias. Sin embargo, el gobierno de Tokio también consideró que un ataque contra las colonias europeas en el Pacífico, motivaría una declaración de guerra de parte de los Estados Unidos, aunque esto es discutido. Finalmente, los líderes japoneses decidieron atacar también a las Filipinas, protectorado estadounidense, y a Pearl Harbor, la principal base naval de Estados Unidos en el Pacífico. De esta manera, Japón se preparó para una rápida campaña que debía acabar con las tres potencias coloniales del Pacífico: el Reino Unido, los Estados Unidos y los Países Bajos; la cuarta potencia europea, Francia, se encontraba ocupada por Alemania desde junio de 1940. La campaña japonesa debía ser rápida y contundente, incapacitando a las naciones coloniales para responder rápidamente, siendo obligadas a solicitar un armisticio.
Después del ataque a Pearl Harbor, la campaña de las Filipinas, la campaña de Malasia y la campaña de las Indias Orientales Neerlandesas, Japón continuó cosechando victorias por todo el Pacífico, concentrándose ahora en el sudeste de Asia. Uno de los objetivos japoneses fue la pacificación de China, tarea que se había extendido demasiado, no por la eficacia de los ejércitos chinos, sino por la enorme cantidad de reservas con las que contaba el Ejército Nacional Revolucionario de China, que servían para retrasar el avance japonés por su extenso territorio.
La idea inicial de una ocupación parcial de Birmania se originó por el deseo de proteger el flanco expuesto de las tropas japoneses que se encontraban en Tailandia y Malasia. No obstante, después de que Japón hubiera ocupado Tonkín, el gobierno nacionalista chino de Chiang Kai Shek dependió casi exclusivamente de la carretera de Birmania para recibir la ayuda militar encubierta que Estados Unidos le brindaba en su lucha contra Japón. Por esta razón, se aprobó una ocupación total de Birmania, para evitar, de esta manera, que China recibiese ayuda a través de ella. Adicionalmente, Birmania contaba con arroz y petróleo, recursos estratégicos en tiempos de guerra.
Como preparación contra la invasión, los británicos planificaron construir ocho aeródromos, llegando a completarse siete. Sin embargo, solamente 37 aviones aliados se encontraban en el frente de Birmania, a pesar de que los planes exigían un mínimo de 280 aviones. Diecisiete de estos aviones eran Brewster Buffalo, inferiores a los cazas japoneses, y el resto eran Tomahawk, de los Tigres Voladores estadounidenses. En tierra, se reunieron 25 000 soldados, aunque la mayoría eran reclutas locales parcialmente entrenados y mal equipados para la guerra en la jungla.

## Invasión japonesa
Después de la invasión de Malasia en diciembre de 1941, los británicos se prepararon para un ataque contra sus aeródromos en el sur de Birmania. La mayor concentración de aviones aliados se realizó en Mingaladon, al oeste de Rangún.
El aeródromo de Mergui fue bombardeado por los japoneses el 10 de diciembre, Tavoy le siguió el día siguiente. El 16 de diciembre de 1941, un regimiento de la 55.ª División japonesa tomó el aeródromo de Victoria Point, al sur de Tenasserim. A pesar de su importancia para la defensa de la capital, Rangún, esta base fue entregada con relativa facilidad, en parte, porque los británicos no esperaban un ataque tan al sur, sino más bien al norte, por Mandalay. Además, algunas unidades habían sido enviadas a la campaña del Norte de África. El 23 y el 25 de diciembre se realizaron ataques aéreos contra Rangún, muriendo 2400 civiles el primer día y 5000 más el segundo.
El 27 de diciembre, el teniente general Thomas Jacomb Hutton reemplazó al teniente general Donald Kenneth McLeod como Comandante en Jefe de Birmania. Por su parte, el general Archibald Wavell, Comandante del Pacífico Suroccidental, logró obtener de los chinos los 5.º y 6.º ejércitos, al mando de Joseph Stilwell, para proteger la carretera de Birmania. Hutton envió al norte los depósitos militares, ya que temía por Rangún, y asignó a la 17.ª División de Infantería India la protección de la Tenasserim no ocupada. Al norte, en los territorios Shan, Hutton colocó a la 1.ª División Birmana y a un regimiento chino.
Tavoy fue ocupada por Japón el 15 de enero, y Mergui fue abandonada por los británicos al día siguiente. Además de la 55.ª División, los japoneses habían enviado a la frontera birmano-tailandesa a la 33.ª División.
El 21 de enero, la 55.ª División atacó a la 16.ª División de Infantería India, obligándola a retroceder más allá del río Salween. Los defensores intentaron contener a los japoneses en el río, pero se vieron forzados a retirarse. El 14 de febrero se libró una gran batalla en el río Bilin, siendo destruida parcialmente la 17.ª División India, que tuvo que retirarse al río Sittang. Este río tenía el potencial para convertirse en una gran barrera natural contra los invasores, pero la desorganización británica y el acoso japonés evitaron que se formara una defensa coherente.
El 23 de febrero, el mayor general John George Smyth, Comandante de la 17.ª División, ordenó destruir el único puente sobre el Sittang, dejando a más de la mitad de su división atrapada en la otra orilla. Unos 3300 soldados lograron cruzar nadando, pero todo el equipo pesado se perdió.
Inicialmente, Hutton se negó a enviar más refuerzos a Rangún, pero Wavell, su superior, le ordenó que retuviera la capital birmana hasta la llegada de nuevos refuerzos británicos, indios y africanos. Los refuerzos llegaron el 3 de marzo, junto con el teniente general Harold Alexander, quien relevó a Hutton del mando, que permaneció en Birmania como Jefe de Estado Mayor de Alexander.
El 6 de marzo, los japoneses rompieron el frente y avanzaron hacia la capital. Al día siguiente finalizó la evacuación militar de Rangún, y se practicó la táctica de tierra quemada, destruyéndose las instalaciones portuarias y las instalaciones petrolíferas. De esta manera, cuando los japoneses avistaron la ciudad, la encontraron en llamas. La capital fue parcialmente rodeada por los japoneses, impidiendo el escape de lo que quedaba de la guarnición indo-británica, incluyendo al general Alexander, pero los japoneses debilitaron el cerco, al creer que había tropas de importancia en Rangún todavía, y Alexander logró escapar.
Al mediodía del 7 de marzo, Rangún cayó en manos japonesas. Para aquel momento, la mayor parte de la población de origen hindú había abandonado la ciudad.
Después de la caída de Rangún, los británicos pensaron replegarse al centro de Birmania, aprovechando una pausa en el avance japonés y la existencia de tres ejércitos chinos protegiendo su flanco izquierdo, así como la existencia de material de guerra y suministros en abundancia, gracias a la previsión de Hutton. Durante este tiempo, el mayor general William Slim llegó a Birmania, donde recibió el mando del I Cuerpo Birmano (Burcorps), integrado por la 17.ª División de Infantería India y la 1.ª División Birmana.
No obstante, los japoneses también recibieron refuerzos, desde el mar y el aire, y pronto contaban con 420 aviones. Entre el 23 y el 27 de marzo se llevaron a cabo enfrentamientos aéreos, y las bajas aliadas fueron tan fuertes, que todos los aviones aliados se retiraron a la India. Desde entonces, los pilotos nipones bombardearon el norte y el centro de Birmania con libertad.
Los japoneses fueron avanzando hacia el norte siguiendo los cursos de los ríos Irawadi y Sittang, enfrentándose a las fuerzas indo-británicas y chinas respectivamente. Para el 8 de abril, el centro de Birmania estaba en manos japonesas.
Pronosticando otra derrota, los británicos destruyeron las instalaciones petrolíferas de Yenangyaung el 15 de abril.
El rápido avance japonés y la pérdida prematura de Shan por el 6.º Ejército chino convenció a Alexander que Birmania no podía ser defendida, y se preocupó entonces por sostener una posición favorable para la defensa de la India y para un eventual contraataque. El 29 de abril, Mandalay fue abandonada por los aliados, y ese mismo día la carretera de Birmania fue cortada.
La retirada aliada fue obstaculizada por la llegada de los monzones el 12 de mayo, y muchos civiles que acompañaban a las tropas perecieron al no poder avanzar por la jungla. Al llegar a Imphal, la 17.ª División se encontraba formada por 9908 hombres, que fueron estacionados allí para proteger la ciudad. La 1.ª División Birmana se encontraba en un estado peor, ya que fue reducida a 2000 hombres.

## Incursiones menores
Durante la temporada de monzones, junio a octubre, las autoridades británicas no esperaban una ofensiva japonesa y aprovecharon para fortalecer su poder aéreo y proteger sus bases navales, expuestas a un ataque japonés luego de la incursión del Océano Índico.
Mientras tanto, el general Wavell pensó en capturar Arakan, territorio birmano separado del restado del país por la cadena montañosa Arakan Roma. El objetivo sería Sittwe, antigua Akyab, y sus aeródromos.
El 1 de agosto de 1942, la administración de Birmania pasó a manos del Dr. Ba Maw, quien se convirtió en el Naingandaw Adipadi, o Jefe de Estado. Ba Maw era un doctor de Cambridge, quien en 1940 había sido arrestado por protestar ante los británicos por el incumplimiento de la promesa de independencia hecha por Gran Bretaña en la Primera Guerra Mundial. Poco antes de la invasión japonesa, Ba Maw logró escapar y se puso en contacto con los nipones. Ese día Birmania declaró su independencia y proclamó una constitución. El lema de la nación birmana era similar al de la Alemania Nazi: "Una raza, una voz, un líder".
La campaña en Arakan, ejecutada por la 14.ª División India, empezó con avances fáciles, pero a mediados de febrero los japoneses fueron reforzados, y en mayo de 1943, los británicos se encontraban de regreso en sus posiciones originales.

## Ofensivas tempranas de 1944

Mapa de Birmana mostrando las ofensivas japonesas y aliadas durante la primera mitad de 1944.

Para finales de 1943, los británicos planificaron una segunda ofensiva en Arakan. Esta vez asignaron dos divisiones a la misma, las 5.ª y 7.ª divisiones indias. Estas divisiones pertenecían al XV Cuerpo Indio, comandado por el teniente general Philip Christison, quien había reemplazado al general William Slim, ahora comandante del 14.º Ejército Británico. Otra división, la 81.ª División de África Occidental, se encontraba localizada en el valle del Kaladan, pero no participó activamente en la subsiguiente batalla. La 26.ª División India fue destinada a la reserva.
El 19 de enero de 1944 se inició la ofensiva principal, con resultado rápidos. Sin embargo, el 4 de febrero, la 55.ª. División japonesa, al mando del teniente general Tadashi Hanaya, inició un contraataque que cortó las rutas de comunicación de las dos divisiones británicas. Las dos divisiones fueron cercadas en una bolsa conocida como la Caja Admin (Admin Box), y tuvieron que recibir sus suministros desde el aire. La 7.ª División India logró cortar las comunicaciones enemigas y la 26.ª División India obligó a los japoneses a retirarse a finales de febrero.
Sin embargo, los japoneses habían abandonado el cerco por considerarlo inútil, ya que en aquel momento se estaba llevado otra batalla más importante al norte, en Imfal. Los británicos retiraron también las 5.ª y 7.ª divisiones indias y dejaron en su lugar a otras dos divisiones menos fuertes que continuaron la ofensiva de manera limitada.
El 8 de marzo, el 15.º Ejército japonés, al mando del teniente general Renya Mutaguchi, cruzó el río Chindwin y entró a la India desde Birmania. Mutaguchi contaba con tres divisiones y una división del Ejército Nacional Indio, en total unos 155 000 soldados. La división india iría a Kohima, seguida por la 31.ª División japonesa, y luego de tomar el pueblo, las dos divisiones se dirigirían a Imfal, donde las otras dos divisiones japoneses ya deberían estar luchando. Esta ofensiva, llamada Operación U-Go, tenía como objetivo la ocupación de Imfal como acción preventiva para detener una eventual contraofensiva británica hacia Birmania. U-Go tenía además un objetivo político: las regiones indias capturadas con la ayuda de tropas indias servirían para publicitar al Gobierno provisional para una India libre, y se esperaba animar a otros hindúes a iniciar un levantamiento en el resto de la colonia británica.
El general Slim escuchó informaciones acerca de unidades enemigas avanzando a Kohima, pero pensó que era una fuerza pequeña y esperó el ataque principal contra Imfal. La caída de Kohima significaba la pérdida del principal centro de suministros de su ejército y el enemigo se apoderaría de un enlace ferroviario a Dimapur. Cuando Slim fue informado de la existencia de dos divisiones en Kohima, envió refuerzos hacia la zona. Mientras tanto, en Kohima se encontraba únicamente la 31.ª División, ya que la división hindú se había dirigido a Imfal, debido a que el teniente general Kotoku Sato había acorralado a la guarnición británica en una colina.
En Imfal, el IV Cuerpo Indio se encontraba rodeado por las 15.ª y la 33.ª divisiones japonesas. Sin embargo, tanto Imfal como Kohima eran abastecidas desde el aire.
La situación mejoró para los británicos al llegar el XXXIII Cuerpo Indio desde Assam. El 18 de abril, indios y británicos llegaron a Kohima, y dos días después atacaron a las defensas enemigas. La 31.ª División japonesa debía dirigirse hacia Imphal, pero Sato se negó, alegando que no había recibido los suministros prometidos.
Mutaguchi relevó de inmediato a Sato, pero este hecho molestó a los líderes del Ejército Nacional Indio, que ahora insistían en liderar el asalto a Imfal. Mientras tanto, Slim transportó refuerzos a la ciudad, y sus tropas lograron detener la ofensiva japonesa, que contaba con seis cabezas. Semanas después, los comandantes japoneses se convencieron de que no era posible obtener la victoria.
El 5 de junio, Mutaguchi explicó la situación a su superior, el general Masakazu Kawabe, pero no se atrevió a sugerir la suspensión de la operación y la batalla en Imfal fue prolongada más de lo necesario. El 6 de junio, Kohima fue retomada. Les tomó a los británicos otras dos semanas llegar a Imfal. La llegada de los monzones empeoró la situación japonesa, que no contaba con alimentos ni suministros suficientes. Finalmente, Kawabe solicitó al mariscal Hisaichi Terauchi la suspensión de la operación, que se inició el 13 de julio.
La campaña de la India costó la vida de 65 000 soldados, más del doble de los que murieron en la batalla de Guadalcanal. En la retirada japonesa, miles murieron de hambre y cansancio, sepultados en el lodo. Cientos de japoneses se ahogaron cruzando el Chindwin de regreso a Birmania. El 15.º Ejército Japonés fue prácticamente aniquilado, y Mutaguchi y Kawabe perdieron sus cargos, al igual que los iniciales comandantes divisionales. El fracaso japonés marcó el inicio de la ofensiva británica en Birmania. La aplastante superioridad aérea británica, la dispersión de fuerzas niponas y el mal clima condenaron esta operación mixta, donde la mitad de los hindúes que participaron perdieron sus vidas.

## Ofensiva aliada de 1944 y 1945
La reconquista británica de Birmania había sido pospuesta hasta 1944, sin embargo, el teniente coronel Joseph Stilwell inició una ofensiva limitada desde China hacia Myitkyina, al noreste de Birmania, en octubre de 1943. Adelantándose al comienzo de la estación seca, Stilwell penetró en Birmania con fuerzas del nuevo Ejército Chino de la India, al frente de dos divisiones, un regimiento de una tercera y un grupo de tanques mandado por estadounidenses. Pronto la vanguardia de una de las divisiones, la 38.ª, quedó cercada por los japoneses camino de Yupbang. La batalla por zafarse de los japoneses duró hasta finales de diciembre de 1943, cuando las fuerzas chinas por fin se apoderaron de Yupbang tras encarnizados combates. En enero de 1944 se unió a los combates la 22.ª División china y en febrero, los Merodeadores de Merrill, un grupo selecto especializado en atravesar las líneas enemigas. En su avance hacia Myitkyina, los chinos tomaron Maingkwan el 5 de marzo y cercaron de nuevo a la 18.ª División japonesa de Shinichi Tanaka en Shaduzup, que casi habían embolsado en Maingkwan.
Para entonces los chinos tuvieron que detener su avance, porque la acometida japonesa en Imphal, al sur de sus posiciones, amenazaba con cortar sus líneas de suministro y los vuelos de abastecimiento a China. Cuando Stilwell se aseguró de que las tropas británicas que defendían Imphal resistirían en embate nipón, retomó el avance hacia la estratégica Myitkyina —única localidad del norte de Birmania con un aeródromo de pista dura y por tanto con capacidad para participar en los vuelos de suministro a China— en abril. El 11 de mayo, los chinos aportaron una nueva unidad a los combates en Birmania: la Fuerza Y, con setenta y dos mil soldados bisoños adiestrados por los estadounidenses. Esta unidad atacó en el sur de Yunnan, ocupado por unidades japonesas, y logró avanzar algo en un fragoso terreno antes del comienzo del monzón a finales de junio.
Al oeste los chinos atacaron Myitkyina en dos grupos: uno siguió el valle de Mogaung mientras que otro atravesó las intrincadas montañas de Kumang para alcanzar por sorpresa la población. El 17 de mayo y para sorpresa de los japoneses, este grupo tomó el aeródromo de Myitkyina, lo que permitió la llegada de refuerzos por aire. Pese a esto, los japoneses resistieron en la localidad durante varias semanas más. Las fuerzas aliadas fueron incapaces de tomar la ciudad, que fue defendida por la 18.ª División japonesa, al mando del teniente general Shinichi Tanaka, el conquistador de Singapur. Mientras los dos bandos se disputaban el dominio de Myitkyina, cuya batalla continuó hasta el 3 de agosto cuando finalmente la conquistaron los Aliados, las fuerzas chinas se apoderaron de varias poblaciones de las cercanías: Kamaing (16 de junio) y Mogaung (26 de junio). La llegada de los chindits finalizó el sitio de Myitkyina, que fue evacuada por Japón a inicios de agosto.
En septiembre, el lento avance de la Fuerza Y, determinado por la denodada resistencia japonesa, consiguió por fin entrar en contacto con el Ejército Chino de la India. Los chinos tomaron las posiciones japonesas del suroeste de Yunnan y la zona birmana colindante a finales de 1944 y principios de 1945.
Inmediatamente se trazaron los planes para la reconquista del norte de Birmania, cuyo objetivo principal sería la reapertura de la carretera de Birmania desde Mandalay. De todas maneras, Stilwell ya estaba trazando los preparativos para conectar la carretera de Ledo con la de Birmania desde Mong-Yu, en China. Para cumplir sus objetivos, Stilwell contaba con el Comando del Norte del Área de Combate (NCAC por sus siglas en inglés), que incluía a dos Ejércitos chinos, el 1.er y el 6.º, y a la Fuerza de Tareas Mars, que incluía a miembros de los Merodeadores de Merrill. El 1.er Nuevo Ejército Chino contaba con las divisiones 30.ª y 38.ª, al mando del general Sun Li-jen. El 6.º Nuevo Ejército Chino lo formaban las divisiones 14.ª, 22.ª y 50.ª, y lo mandaba el general Liao Yueh-shang. Por añadidura, al sur de Yunnan, se encontraba la Fuerza Y, al mando del general Wei Lihuang, que conformaba dos grupos de ejércitos: el 11.º y el 20.º. Stilwell también contó con la 36.ª División Británica, prestada del 11.º Grupo de Ejércitos, del general sir George Giffard.
Por su parte, los japoneses contaban en la región con tres divisiones: la 53.ª, 18.ª y 56.ª. La primera estaba bajo el control del 15.º Ejército (teniente general Katamura) y el resto estaban integradas en el 33.º Ejército, a cargo del teniente general Masaki Honda.
La ofensiva comenzó el 15 de octubre, la 36.ª División británica cubrió el flanco derecho de las fuerzas de Stilwell, llegando a Indaw el 10 de diciembre, y finalizando su avance más allá de Mogok, el 31 de marzo de 1945. La fuerza central de Stilwell, el 6.º Nuevo Ejército Chino, alcanzó Hsipaw, al norte de los estados Shan, el 16 de marzo. Al este, el 1.er Nuevo Ejército Chino avanzó con ayuda de la Fuerza Y, y alcanzaron Lashio el 7 de marzo. En febrero de 1945, los Aliados habían reconquistado las carreteras de Birmania y Ledo y eliminado a las unidades enemigas que amenazaban estas líneas de abastecimiento. El 4 de febrero, el primer convoy de suministros proveniente de la India alcanzó Kunming empleando estas vías de comunicación.
En diciembre de 1944, al oeste de Birmania, el 14.º Ejército llevó a cabo la operación Extended Capital, planificada por su comandante, el general William Slim, utilizando los Cuerpos IV y XXXIII, ya repuestos de las batallas de Imfal y Kohima. Los japoneses se replegaron detrás del río Irawadi, buscando establecer una línea defensiva a lo largo de este obstáculo natural. Según el plan de Slim, el IV Cuerpo se dirigió en secreto a Kalewa, con el propósito de cruzar el río al sur, mientras que el XXXIII Cuerpo avanzó hacia Mandalay. Como Slim esperaba, los japoneses enviaron el grueso de sus fuerzas hacia esta ciudad, y una vez que estaban concentrados en detener a las dos divisiones indias, la 19.ª y la 20.ª, del XXXIII Cuerpo, el IV cruzó el río el 14 de febrero de 1945, y atacó el centro de comunicaciones enemigo en Meiktila, el 3 de marzo, tomando a los japoneses por sorpresa. La aparición de la 2.ª. División Británica al sur de Mandalay comprometió la defensa de Mandalay, que tuvo que ser evacuada a mediados de marzo. Aunque las fuerzas aliadas en Meiktila fueron aisladas por los japoneses, conservaron su posición gracias al suministro aéreo, y el 24 de marzo las fuerzas aliadas lograron establecer un enlace firme con la ciudad, aniquilando a las fuerzas niponas que la sitiaban.
Con estas victorias, la Birmania central, con sus grandes planicies, quedaba abierta a los Aliados, y se inició una carrera hacia Rangún, ya que la temporada de monzones empezaba en mayo, y los tanques tendrían movilidad limitada.
Al mismo tiempo que Slim emprendía su ofensiva en el noroeste, el XV Cuerpo desencadenó una nueva ofensiva en Arakán, esta vez más exitosa que las anteriores. Como Slim estaba ocupado, el control de esta ofensiva cayó sobre el 11.º Grupo de Ejércitos, ahora renombrado ALFSEA, y comandado por el general Sir Oliver Leese. Para febrero ya controlaban la región, y acometieron la limpieza de la misma.

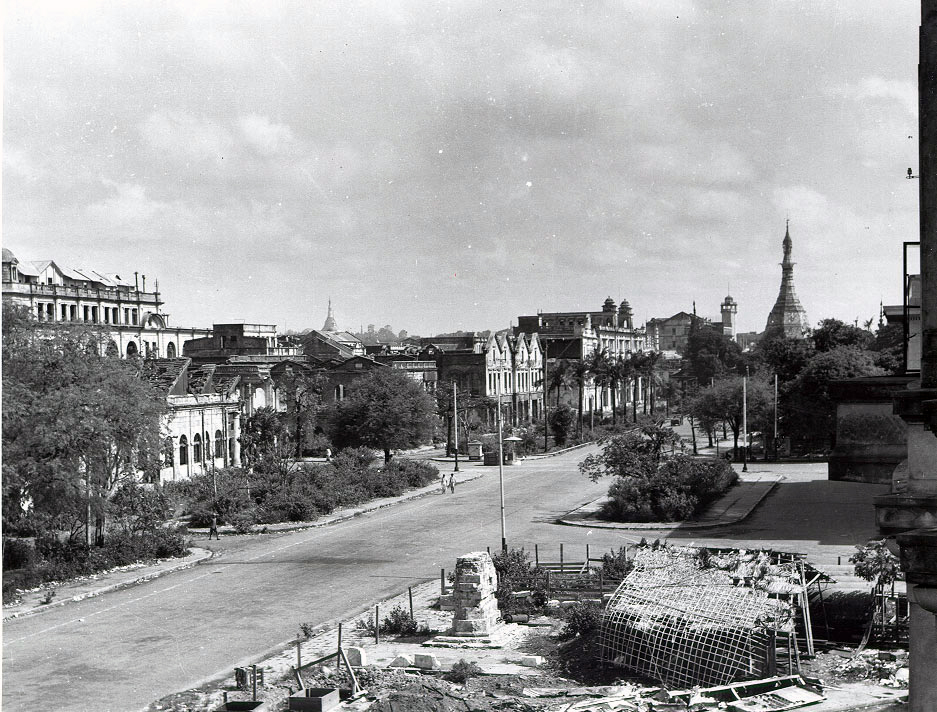
Calle de la capital Yangon (Rangún) dañada por los bombardeos.

Aunque Stilwell había planificado la ofensiva en el norte, no la pudo comandar, ya que fue reemplazado por Daniel Isom Sultan el 18 de octubre de 1944, luego de ser promovido a General, por petición del Generalísimo Chiang Kai-shek, con quien tenía una difícil relación. La operación Ichi Go, ofensiva japonesa en el este de China, también afectó la participación china en Birmania, ya que Chiang Kai-shek ordenó la retirada de las dos principales divisiones chinas en la segunda mitad de diciembre de 1944. Sultan tuvo que abandonar la idea original de Stilwell al perder estas dos divisiones de élite, y no pudo atrapar al 33.º Ejército japonés.
Siguiendo la carretera Meiktila-Rangún, la 5.ª y 17.ª divisiones indias avanzaron hacia la costa, siendo abastecidas desde el aire. Al mismo tiempo, las divisiones 7.ª y 20.ª avanzaron bajando por la cuenca del Irawadi hacia Rangún.
El 30 de abril, Rangún fue bombardeada desde el mar, preparando el terreno para la operación Drácula. Entre el 1 y el 2 de mayo, se realizaron desembarcos anfibios en Elephant Point, cerca de Rangún, los cuales fueron precedidos por un asalto aerotransportado. La 26.ª División India fue la primera en entrar a la capital. Los británicos entraron en el puerto el 3 de mayo, pero descubrieron que la ciudad había sido evacuada por los japoneses dos días antes.
El 6 de mayo, la 17.ª División India enlazó con la 26.ª División India, después de haber luchado con los japoneses, en retirada hacia Siam, en Pegu. El 2 de mayo, Prome había sido ocupada por la 20.ª División, quedando bajo control aliado las principales ciudades birmanas.

## Consecuencias
La caída de Rangún significó el fin de las operaciones a gran escala en Birmania. Sin embargo, se continuaron realizando labores de limpieza entre la capital y Mandalay hasta más allá del final de la guerra, ya que unos 77 000 soldados japoneses continuaban en Birmania, si bien la mayoría de las unidades estaban desorganizadas y dispersas, sin artillería o transporte de relevancia. La superioridad aérea aliada hacia impensable el suministro aéreo de estas unidades japoneses aisladas.
El 21 de julio, las tropas niponas restantes, unos 20 000 soldados, realizaron un intento de ruptura del cerco aliado en Birmania. Sin embargo, sus planes fueron detectados por la inteligencia aliada, que bloqueó exitosamente a sus enemigos en su escape, que duró diez días. Más de la mitad de los japoneses murieron y solamente se tomaron 740 prisioneros de guerra.
Una vez pacificada Birmania, se procedió a preparar la operación Zipper y la operación Mailfist, que significaban la reconquista de Malasia y Singapur. Ya se había determinado, incluso antes de capturar Rangún, que sin la captura de Singapur, el frente en el sudeste de Asia se estancaría.
Los bombardeos atómicos sobre Japón a inicios de agosto, ocasionaron la rendición incondicional de esta nación. Sin embargo, la operación Zipper se ejecutó de todas maneras, ya que se consideró que era la manera más rápida de ocupar Malasia.
Desde mayo se inició en Birmania un proceso de desarme nacional, ya que durante la guerra ambos bandos habían suministrado armamento a movimientos nacionales o tribus locales. Además, algunos suministros aéreos se habían perdido y habían sido encontrados por bandidos o guerrilleros.
Los británicos permitieron al general birmano Aung San, otrora aliado de los japoneses, que formara las Fuerzas Patrióticas Birmanas, las cuales eran las sucesoras del Ejército Nacional Birmano, formado por los japoneses pero atraído a la causa aliada a inicios de 1945.